# 真岡市科学教育センター
真岡市科学教育センター（もおかしかがくきょういくセンター）は、栃木県真岡市田町にある、理科学習施設。「育てよう科学する心」を合言葉に、大型の実験・観察装置やプラネタリウムを備え、小中学生向けに理科の学習環境を提供している。ムシテックワールド・京都市青少年科学センター・出雲科学館と並び、理科教育に活用される科学館の日本における先進事例の1つとされる。
2025年（令和7年）春に真岡市立図書館などを含む複合交流拠点施設が開館するのに合わせて、センターの廃止が予定されている。

## 特徴
1993年（平成5年）開館。「子どもは遊びながら知恵を付ける」という考えを持っていた真岡市長の菊地恒三郎が、「夢と希望を持ち続け、豊かな知性と創造性を育む」ことを目指して整備した施設である。センターの建設は菊地の3期目の選挙公約であり、1990年（平成2年）4月に科学教育センター準備室を教育委員会に設置して建設準備を進めた。科学館を理科教育に活用する事例は日本では珍しく、真岡市科学教育センターは全国でも早い時期に整備・活用された施設である。
各学校に整備するのが困難な大型実験装置・観察装置や、多数の実験器具・観察器具（例えば1人1台ずつの顕微鏡など）を保有し、児童生徒が楽しみながら主体的に理科学習に取り組めるように工夫されている。2005年（平成17年）に行われた文部科学省による調査では、真岡市の小学5年生の92%、中学3年生の83%が理科の実験や観察を好きと回答し、全国平均を10ポイント以上上回ったのは、科学教育センターでの学習が好影響を与えていると評価された。また、科学教育センターで授業を受け、小学校の理科教師になった人がいる。宇宙飛行士の毛利衛は、視察に訪れた際に「僕の故郷でも、こうした教育ができたら素晴らしい」と語ったという。
真岡市内の小中学校の校外学習での利用や、教員研修での利用を主とする。真岡市の小中学生は、年2回の実験学習と天体学習の機会に利用し、学校ではできない未知の発見を経験した。（2023年〔令和5年〕度現在は、実験室の授業での利用はなくなっている。）真岡市外の小学生が見学に訪れることもある。一般市民が施設に入れる機会は、週末のプラネタリウム上映、夏休みの特別公開、年数回の天体観望会・科学の広場（科学実験などを行うイベント）に限られる。夏休み特別公開では、科学実験ショーやプラネタリウム上映、工作教室などが開かれ、真岡市内の高等学校の生徒がボランティアとして活動する。2017年（平成29年）7月30日の特別公開には180人が集まり、宇都宮大学教育学部自然科学系と連携した科学実験ショーが開催された。
建物は鉄筋コンクリート造地上2階地下1階建て、延床面積3,544 m2で、総工費は26億円である。入り口には、惑星の模型が宙吊りにされている。実験室が3つあり、プラネタリウム室や科学情報室などもある。展示設計や活動プログラム作りには、日本科学技術振興財団科学技術館運営部の協力を得た。
2024年（令和6年）度は現状通り運用するが、2025年（令和7年）春にセンターは廃止される予定である。建物は改修の上、総合福祉保健センター・シルバー人材センター・青年女性会館の機能の各一部を移して再活用される見通しである。

## プラネタリウム
直径18 mのフラット式ドーム型プラネタリウムで、上映機材は五藤光学研究所のG1518siを使用している。機器の耐用年数を大幅に超過しており、すでに部品製造も終了しているため、機器更新には3億円程度かかると見られ、施設の廃止が決定した。以前は座席が165席あったが、2021年現在は80席である。
天体学習を目的としたものである。プラネタリウムを利用した授業は児童生徒の評価が高く、教科書では教えるのが難しい、立体的な天体の運動を分かりやすく児童生徒に伝えることができる。（学習指導要領では、中学3年生まで本格的に天文分野が扱われることはないが、真岡市では科学教育センターを活用することで毎年繰り返し児童生徒に天文分野を教えることができるため、生徒が理解しやすくなる側面もある。）
一般向けには、毎週土曜日に上映する。通常昼間に上映するが、夜間上映を行うこともある。観覧料は大人200円、小人（4歳から中学生まで）100円。栃木県民の日（6月15日）協賛事業として、無料公開されることがある。
2021年（令和3年）3月11日、東日本大震災の発災からちょうど10年を迎えたことから、仙台市天文台が制作した番組『星よりも、遠くへ』を上映し、地震発生時刻の14時46分に1分間の黙祷が捧げられた。
2025年（令和7年）春のプラネタリウム廃止後は、貸し会議室に転用される予定である。

## 利用案内
真岡市立図書館が北隣に立地する。
真岡鐵道真岡線真岡駅から1.6 km。駐車場は100台分ある。
- 開館時間：8時30分から17時15分まで[5][22]。ただし平日の一般公開はしていない[22]。
  - 土曜日は10時から15時まで[5][22]。
- 休館日：日曜日、祝日、年末年始[22]
- 入館料：無料（エントランスホールのみ）、プラネタリウムの観覧は有料[20]。